# Mimegralla inornata
Mimegralla inornata är en tvåvingeart som först beskrevs av Leander Czerny 1932.  Mimegralla inornata ingår i släktet Mimegralla och familjen skridflugor. Inga underarter finns listade i Catalogue of Life.